# 无敌9号
《无敌9号》是一款由Comcept与Inti Creates开发，由Deep Silver發行的动作平台游戏，於2016年6月21日上市。本作是《洛克人》系列原制作人稻船敬二離開原任職的卡普空后，首次透過众筹开发的游戏作品。游戏于2013年9月在众筹网站Kickstarter上公布，并最终成功获得了380余万美元的筹款。
由于本作的游戏类型以及人物设定都与著名游戏系列《洛克人》系列相似，而稻船敬二也参与了绝大部分《洛克人》系列作品的开发，所以本作也被玩家當作《洛克人》的精神续作。

## 開發
《无敌9号》采用虚幻引擎3开发，最初计划仅登陆Windows平台，而在稍后的众筹期间陆续加入了绝大部分的主流游戏平台，并在众筹后期加入了任天堂3DS和PlayStation Vita等掌机平台。游戏原计划于2015年4月发售，不过遭遇了多次延期，最终在2016年6月21日发售家用主机與Microsoft Windows版本，Linux、OS X於2016年8月25日发售。其中Xbox One、PlayStation 4、Steam版本的遊戲支援中文。
2017年6月，Comcept表示本作的任天堂3DS與PlayStation Vita版本預計於2017年末發售，但自此無後續消息。隨著2020年任天堂3DS的遊戲卡匣停產、與2023年任天堂eShop關閉，本作將無法發行任天堂3DS版本。
在遊戲通關的製作人員名單中，七萬多名Kickstarter募捐支持者的名字被寫入其中，使其片尾名單長達3小時48分鐘。

## 故事
在機器人産業發達的未來世界，一日因為不明電腦病毒的關係導致「懷特博士」所開發一系列機器全數失控，唯有麥提 9 號：貝克（Beck）並未失去理智。為了拯救世界免於被機器人大軍所毀滅，他將前往各個戰場阻止失控的同伴們……

## 評價
《无敌9号》在首次公开后就收到了极大的关注，但是随着多次延期以及Comcept在延期期间又推出的另一个类似的众筹项目《红烬》，使得游戏受到了管理不善等指责的声音。游戏在发售后获得了较为负面的评价，业界评论对本作的关卡设计、画面、内容、配音和技术Bug都给予了批评，许多参与众筹的人士也对本作没有达到此前承诺的水平感到失望和不满。日本電子遊戲雜誌《Fami通》對本作給出相對較高的評價，並給予30/40分。

## 外部連結
- 官方网站